# نافاس دي خوركيرا
بلدية نافاس دي خوركيرا (بالإسبانية: Navas de Jorquera) هي بلدية تقع في مقاطعة البسيط التابعة لمنطقة كاستيا لا مانتشا وسط إسبانيا.

## الديموغرافيا
بلغ عدد سكان بلدية نافاس دي خوركيرا 551 نسمة عام 2011 (وفقاً للمعهد الوطني الإسباني للإحصاء).
| 540 | 540 | 545 | 533 | 522 | 556 | 551 |